# Исмаил, Ахмед
Ахмед Исмаил (англ. Ahmed Ismail, родился 21 октября 1975, Каир, Египет) — египетский боксёр-любитель, чемпион Всеафриканских игр 2006 года и призёр Олимпийских игр 2004 года.

## Любительская боксёрская карьера
В августе 2004 года представлял Египет на Олимпийских играх 2004 года в Афинах, Греция в категории до 81 кг. Где во втором раунде олимпийских соревнований победил опытного канадского боксёра Тревора Стюардсона, затем в четвертьфинале победил грека Элиаса Павлидиса, но в полуфинале в очень близком бою проиграл (20:23) опытному азербайджанцу представлявшему Белоруссию Магомеду Арипгаджиеву — который в итоге завоевал серебро Олимпиады 2004.